# Corozopando
Corozopando o Corozo Pando es un pequeño pueblo ubicado al sur de Calabozo (48 km) y del municipio Francisco de Miranda en el estado Guárico, su población es de 486 habitantes, y  es conocida por su ubicación, llanos, quesadillas, carnes en vara y sus posadas. Cabe destacar que es el punto de control de salida del municipio Francisco de Miranda.

## Hato La Fe de Corozopando
A 48 km al sur de Calabozo, en el Municipio Francisco de Miranda, En pleno corazón del llano venezolano, se levanta este hato que combina una atención esmerada, la sencillez del llanero y riqueza de la fauna silvestre para brindar experiencias únicas.
Paseos por el caño que atraviesa el lugar (navegable de junio a enero), el estero de Camaguán y los ríos Apure y Portuguesa entre otras posibilidades, son algunas de las opciones que permitirán a los ecoturistas observar en su mundo a especies como ibis, garzas, monos y hasta los temibles caimanes del Río Orinoco.

## Quesadillas de Corozopando
Corozopando es conocida por sus deliciosas quesadillas, al entrar, hay vendedores y kioscos que las venden, son conocidas a tanto a nivel regional como nacional. El 22 de mayo de 2024 Corozopando fue resaltado a nivel nacional luego que el SENIAT cerrara un humilde restaurante en la carretera de Corozopando, caminino a San Fernando de Apure por haber atendido 14 desayunos para el equipo de María Corina Machado. Ese acto de injusticia contra la familia Hernández llegaría a ser viral en las redes sociales del país.